# Antonio Anderson
Antonio Andrew Anderson (Lynn, 5 giugno 1985) è un ex cestista e allenatore di pallacanestro statunitense, professionista nella NBA e in D-League.

## Palmarès
- Campione NBDL (2010)
- All-NBDL Third Team (2010)